# Landshövdingar i Blekinge län
Landshövdingen i Blekinge län är myndighetschef för Länsstyrelsen i Blekinge län.

## Lista över landshövdingar i Blekinge län
- 1683–1700: Erik Carlsson Sjöblad
- 1700–1706: Berndt Didrik Mörner
- 1706–1713: Jöran Adlersteen
- 1713–1714: Salomon von Otter
- 1714–1719: Clas Bonde
- 1719–1729: Salomon von Otter
- 1729–1733: Johan Palmfelt
- 1733–1740: Carl Georg Siöblad
- 1741–1746: Wilhelm Ludvig Taube
- 1747–1752: Lars Dalman
- 1752–1769: Carl Harald Strömfelt
- 1769–1783: Johan von Rajalin
- 1783–1789: Salomon von Köhler
- 1789–1800: Claes Jacob Raab
- 1800–1812: Anders af Håkansson
- 1812–1813: Nils Adolph Humble
- 1813–1822: Gustaf Anton af Brinkman
- 1823–1827: Hans Wachtmeister den äldre
- 1828–1831: Carl Henrik Gyllenhaal
- 1832–1847: Johan Otto Nauckhoff
- 1848: Arwid Adolf Palander
- 1848–1856: Arvid Gustaf Faxe
- 1856–1867: Enar Wilhelm Nordenfelt
- 1867–1883: Hans Wachtmeister den yngre
- 1883–1892: Rudolf Horn
- 1892–1900: Gotthard Wachtmeister
- 1900–1923: Axel Hansson Wachtmeister
- 1923–1942: Sven Hagströmer
- 1942–1947: Erik Lindeberg
- 1948–1956: Bertil Fallenius
- 1956–1961: Erik von Heland
- 1961–1973: Thure Andersson
- 1974–1992: Camilla Odhnoff
- 1992–2001: Ulf Lönnqvist
- 2002–2008: Ingegerd Wärnersson
- 2008–2011: Gunvor Engström[1]
- 2011–2017: Berit Andnor Bylund[2]
- 2017–januari 2021: Sten Nordin[3]
  - Februari–september 2021: Helena Morgonsköld (länsråd, vikarierande landshövding)
- 2021- Ulrica Messing[4] (tillträdde 1 oktober 2021)